# Vänersvallen
Vänersvallen är en fotbollsarena i Vänersborg som invigdes 1926. Den är hemmaplan för Vänersborgs IF, Vänersborgs FK samt Bosna FC.
Vänersvallen belades under 2008 med konstgräs. Då intilliggande Arena Vänersborg tas i drift under 2009 kommer överskottsvärme därifrån tas till att hålla Vänersvallens konstgräs uppvärmt.
Före ombyggnationen av Vänersvallen fanns en träläktare på östra långsidan. Vid 2008 års ombyggnation revs denna gamla läktare och en ny uppfördes vid den östra långsidan. Den nya läktaren byggdes likt den läktare som då fanns vid intilliggande Vänersborgs isstadion.

### Fotnoter
1. ↑   Vänersborgs kommun - Läktaren på Vänersvallen växer fram[död länk]
2. ↑  ”Årtal i Vänersborgs historia år 1900-1929”. Vänersborgs kommun. Arkiverad från originalet den 9 juni 2015. https://web.archive.org/web/20150609071735/http://www.vanersborg.se/upplevagora/arkivochslaktforskning/arkivkommunenshistoria/historia/artalivanersborgshistoria/ar19001929. Läst 8 juni 2015.